# Eric Schoop
Eric Schoop (* 19. November 1958 in Jos, Nigeria) ist ein deutscher Volkswirt und Wirtschaftsinformatiker, dessen wissenschaftliche Schwerpunkte in der Informationsmodellierung sowie der Konzeption und Entwicklung von virtuellen Lernumgebungen liegen. Er lehrt seit 1993 an der TU Dresden.

## Leben
Eric Schoop studierte von 1977 bis 1983 in Heidelberg Volkswirtschaftslehre, bevor er als wissenschaftlicher Mitarbeiter und Habilitand an den Universitäten Bamberg und Würzburg tätig war. 1987 promovierte er über dezentrale Fertigungsinformationssysteme und 1993 folgte seine Habilitation über entscheidungsorientierte Informationsverarbeitung mit Hypertext. Im selben Jahr folgte er dem Ruf an die TU Dresden.
Schoop ist Mitglied der Landsmannschaft Teutonia Heidelberg-Rostock und der Turnerschaft Germania Dresden im Coburger Convent.